# Iarebicina, Varna
Iarebicina (în bulgară Яребична) este un sat în comuna Aksakovo, regiunea Varna,  Bulgaria. 

## Demografie
Componența etnică a satului Iarebicina
     Turci (2,04%)
     Bulgari (92,34%)
     Nicio identificare (5,61%)
     Altele (0%)
La recensământul din 2011, populația satului Iarebicina era de 196 locuitori. Din punct de vedere etnic, majoritatea locuitorilor (92,34%) erau bulgari, cu o minoritate de turci (2,04%). Pentru 5,61% din locuitori nu este cunoscută apartenența etnică.